# Повалишин, Фёдор Никитич
 Фе́дор Ники́тич Повали́шин (меньшой) (1785 — после 1837) — капитан 2-го ранга, кавалер ордена Святого Георгия IV ст., участник четвёртой коалиции (1806—1807) наполеоновских войн, участник Русско-турецкой войны 1806—1812 годов.

## Биография
Происходил из рода Повалишиных, потомственных дворян Рязанской губернии. Родился в 1785 году; отец — Никита Афанасьевич Повалишин (1729—?), капитан Ширванского пехотного полка. Мать — Авдотья Степановна, урождённая Веселкина. В семье ещё три сына и четыре дочери.
С 1796 года воспитывался в Морском кадетском корпусе; с 1 мая 1800 года — гардемарин. Был произведён в мичманы с определением в 13-й флотский экипаж 28 июля 1800 года.
Был в походах в Балтийском, Чёрном, Северном, Средиземном и Эгейском морях. В сражении с французами в войне четвёртой коалиции (1806—1807) наполеоновских войн получил контузию в колено правой ноги (30.01.1806). Участвовал в Дарданелльском сражении, которое было эпизодом кампании Второй Архипелагской экспедиции русского флота в ходе русско-турецкой войны 1806—1812 годов. В сражении с турецким флотом при о. Лемнос принимал участие во взятии турецкого корабля 19 июля 1807 года и в заливе Монте-Санто при сожжении турецкого корабля и 2-х фрегатов.
Лейтенант с 1.03.1810, капитан-лейтенант с 19.02.1820, капитан 2-го ранга с 15.01.1826 — с увольнением от службы с «мундиром и пенсионом полного жалованья».
После отставки проживал в cеле Маркино Зарайского уезда Рязанской губернии.

## Награды
- Орден Святого Георгия 4-й степени (15.02.1819) за отличие в 18 кампаниях;
- Орден Святого Владимира 4-й степени (12.12.1824) за спасение людей при наводнении 7 ноября 1824 года в Кронштадте;

## Семья
Жена: Наталья Николаевна. Их дети: 
- Николай Фёдорович (1830—1890) — контр-адмирал
- Фёдор Фёдорович (1831—1899)
- Иван Фёдорович (1833 — не ранее 1904)
- Авдотья Фёдоровна (1837—?)